# У західній традиції
«У західній традиції» (англ. In the Western Tradition) — науково-фантастичне оповідання американської письменниці Філліс Айзенштайн. Вперше був опублікований в Журналі фентезі та наукової фантастики в березні 1981 року.

## Синопсис
Елісон — технік із перегляду часу, який контролює дослідження Дикого Заходу, який зациклюється на одному з давно померлих суб'єктів стеження проєкту.

## Нагороди та номінації
Твір «У західній традиції» був фіналістом премії Г'юго 1982 року за найкращу повість та премії Неб'юла за найкращу повість 1981 року.

## Оцінка
Джеймс Ніколл вважав його «перлиною». Однак Стівен Х. Сільвер визнав, що історія «трохи довгострокова» і звинуватив авторку в тому, що вона не вирішила належним чином проблеми, викликані романом Елісон з її колегою по роботі Баррі.